# John Mellencamp
John Mellencamp, tidligere kendt under pseudonymerne Johnny Cougar, John Cougar, og John Cougar Mellencamp, (født 7. oktober 1951) er en amerikansk rockmusiker, komponist, maler og lejlighedsvis skuespiller. Han har solgt over 40 millioner albums og har opnået 22 Billboard-placeringer. Han er nomineret 13 gange til en Grammy og har vundet prisen 1 gang.
Mellencamp blev optaget i Rock and Roll Hall of Fame den 10. marts 2008. 
Mellencamp var i 1985 en af initiativtagerne til organisationen Farm Aid, som har til formål at rette opmærksomhed mod de små familielandbrugs økonomiske problemer I USA og støtte trængte landmænd økonomisk. Gennem støttekoncerter har Farm Aid indsamlet 37 millioner $ (2010).

## Opvækst og ungdom
Mellencamp blev født i Seymour, Indiana og udviklede allerede som barn en interesse for rockmusik, som førte til, at han som 14-årig dannede sit første band Crepe Soul, og i de følgende år spillede han i forskellige lokale bands. Han giftede sig i hemmelighed med sin gravide kæreste Priscilla som 18–årig og blev far i december 1970, blot seks måneder efter sin eksamen fra high school.
Mellencamp tog eksamen fra Vincennes University i 1974 og spillede i denne periode i nogle lokale bands, bl.a. glitter-bandet Trash, samtidig med at han havde et job som telefonmontør.

## Musikalsk karriere

### Tiden som Johnny Cougar & John Cougar (1976–1982)
Mellencamp blev opdaget under sine lokale engagementer i løbet af 1976, og i 1977 udkom hans første album, Chestnut Street Incident , som solgte 12.000 eksemplarer. Efterfølgeren The Kid Inside fra samme år førte til et samarbejde med Rod Stewarts manager, Billy Gaff. På dennes opfordring tog Mellencamp til London, England i næsten et år, dels for at indspille A Biography, dels for at turnere. En af skæringerne, "I Need a Lover", blev et stort hit i Australien. Pat Benatar inkluderede "I Need a Lover" på sit debutalbum. ”In the Heat of the Night.
I 1980 indspillede Mellencamp Nothin' Matters and What If It Did, som gav ham to top 40 placeringer på Billboards singleliste. Mellencamp selv var dog utilfreds med disse sange, som han senere betegnede som "små tåbelige popsange"  Hans store gennembrud i USA kom med albummet American Fool i 1982; hvorfra to singleudgivelser, "Hurts So Good" og "Jack & Diane" nåede toppen af den amerikanske liste.
"Hurts So Good" indbragte Mellencamp en Grammy for den “bedste mandlige rock vokal” ved den 25. grammyuddeling.

### Tiden som John Cougar Mellencamp (1983–1990)
Under sit nye kunstnernavn, John Cougar Mellencamp, udgav han Uh-Huh i 1983. Lp'en indeholdt 3 titler, der blev single-hits i USA, "Pink Houses", "Crumblin' Down" og "Authority Song". På albummet medvirkede Kenny Aronoff, trommer og percussion, Larry Crane og Mike Wanchic på guitarer, Toby Myers (bas) og John Cascella (keyboards). Denne besætning var backing for Mellencamp resten af 1980’erne. Mellencamp fik opført sit eget pladestudie i 1984 i Belmont, Indiana. Det første album, der blev indspillet her var Scarecrow, som opnåede en andenplads på den amerikanske lp-liste i efteråret 1985. "Small Town", nr. 6 på singlelisten og "Rain on the Scarecrow" (nr. 21) var en hyldest til de små byer og til landmændene i USA, men "R.O.C.K. in the U.S.A. (A Salute to '60s Rock)" blev den mest sælgende af singleudgivelserne og opnåede en andenplads på salgslisten.
Kort efter indspilningen af Scarecrow, organiserede Mellencamp sammen med Willie Nelson og Neil Young den første Farm Aid støttekoncert i Champaign Illinois den 22. september 1985. Det har siden været en årlig tilbagevendende begivenhed.
I forbindelse med 1985–86 Scarecrow Tour, supplerede Mellencamp sit band med violinisten Lisa Germano. Hun fortsatte i bandet indtil 1991, hvor hun påbegyndte sin solokarriere.
Mellencamps næste lp fra 1987 The Lonesome Jubilee inkluderede single-hits som "Paper in Fire," (Nr. 9) "Cherry Bomb," (Nr. 8) og "Check It Out," (Nr. 14), mens andre af albummets sange "Hard Times for an Honest Man" og "The Real Life" opnåede stor succes hos radiostationerne. Udgivelsen fik fine anmeldelser, og er efterfølgende blevet betegnet som epokegørende:
"The Lonesome Jubilee var det album, hvor Mellencamp definerede den sound, som i de følgende år skulle blive hans signatur." 
I løbet af turneen, der fulgte udgivelsen af The Lonesome Jubilee, fik Mellencamp overraskende for publikum besøg på scenen af Bruce Springsteen, ligesom han afsluttede sin koncert den 26. maj 1988 i Irvine, Californien med en duet med Bob Dylan i dennes komposition "Like a Rolling Stone".
I 1989 udgav Mellencamp det meget personlige album Big Daddy, som bl.a. indeholder sangene "Jackie Brown," "Big Daddy of Them All" og "Void in My Heart" samt Top 15 singlen "Pop Singer." Dette album betegnede Mellencamp selv som det mest "jordnære" han hidtil havde lavet. Big Daddy fik topkarakteren (6 stjerner) i en anmeldelse i Ekstra Bladet, hvor Torben Bille bl.a. konstaterede:
"I dag er han mindst lige så stor som Bruce Springsteen – i USA. Og på flere måder mere ligetil (...) Det er rastløsheden og tomheden i hjertet, der får John Cougar Mellencamp til at leve videre i en verden, hvor det bibelske slogan om 'at gøre mod andre, hvad de gør mod dig, har fået en ny, benhård betydning.
Mellencamp overraskede anmeldere og fans da han erklærede, at han ikke ville turnere efter udgivelsen af Big Daddy. På dette tidspunkt var han stærkt involveret i sin malerkunst og i et interview udtalte han, at han ikke kunne se noget formål med en turné.  I forbindelse med Mellencamps anden maleriudstilling i Indianapolis i 1990, blev hans portrætter beskrevet som et udtryk for den samme desillusion, som findes i hans musikalske temaer. 

### Tiden som John Mellencamp

#### 1991–1997
Mellencamp udgav i 1991 et album, Whenever We Wanted, som var det første, hvor "Cougar" ikke indgik i hans navn. Whenever We Wanted indeholdt to top 40 hits "Get a Leg Up" og "Again Tonight,", mens "Last Chance," "Love and Happiness" og "Now More Than Ever" blev afspillet hyppigt på de amerikanske radiostationer. "Det er rendyrket rock 'n' roll," udtalte Mellencamp selv om Whenever We Wanted. "Jeg ønskede brændende at vende tilbage til rødderne." 
I 1992 var Mellencamp på sin første Europa–turné siden 1977. Han besøgte bl.a. Valbyhallen og gav her en næsten tre timer lang koncert den 31. marts. Koncerten fik 6 stjerner i BT og blev ligeledes omtalt begejstrede vendinger i Politiken dagen efter. Koncerten blev optaget af en svensker og alle 26 numre fra settet findes på CD 
I 1993 og 1994 blev Human Wheels og Dance Naked udgivet. Det sidstnævnte bl.a. med en coverversion af Van Morrisons "Wild Night".
På turneen i sommeren 1994 havde Andy York på guitar erstattet Crane, mens Miriam Sturm afløste Germano på violin. Et mindre hjerteanfald tvang Mellencamp til at afbryde turneen den 8. august.
I september 1996 fulgte Mr. Happy Go Lucky, et eksperimenterende og meget rost album. "Key West Intermezzo (I Saw You First)" fra dette album nåede plads nr. 14 i USA og er i december 2010 det seneste top 20–hit fra Mellencamp.

#### 1998–2003
Mellencamp skiftede pladeselskab og underskrev en kontrakt med Columbia Records,som udmøntede sig i tre albums.  På det første af disse, som blot hed “John Mellencamp”, erstattede Dane Clark Aronoff som trommeslager.
I 1999 udkom Rough Harvest, indspillet i 1997, med coverversioner af nogle af hans egne, tidligere udgivne sange, samt kompositioner af Bob Dylan og the Drifters. Dette album samt en “best of...” udgivelse var en del af den gamle aftale med Mercury Records.
Mellencamp udgav i år 2001 Cuttin' Heads, som blev promoveret af en Tour i sommeren 2001, der startede før albummet blev udgivet. Alle koncerter startede med en version af Rolling Stones' "Gimme Shelter".
I 2003 udkom Trouble No More, en hurtigt indspillet samling af folkemusik og blues, bl.a. kompositioner af Robert Johnson, Son House, Lucinda Williams og Hoagie Carmichael. Dette album var tilegnet Mellencamps ven, chefredaktøren på Billboard Magazine Timothy White, som døde af et hjerteanfald i 2002. Trouble No More opnåede flere uger som nr. 1 på Billboards Blues album liste.

#### 2004–2019
Mellencamp deltog i Vote for Change turneen i oktober 2004 som støtte for John Kerrys valgkamp op til det amerikanske præsidentvalg i 2004. I 2005 var Mellencamp på turné med først Donovan og siden John Fogerty. Han sang duet med Donovan i dennes 1966 hit "Sunshine Superman" og senere på året med Fogerty i Creedence Clearwater Revivals hit "Green River" og Mellencamps "Rain on the Scarecrow."
Mellencamp udgav Freedom's Road den 23. januar 2007. "Our Country" fra dette album blev nomineret til en Grammy Award i 2008 i kategorien “Bedste solo rock vokal præstation” men tabte til Bruce Springsteen's "Radio Nowhere." Mellencamp skrev og producerede samtlige 10 sange på Freedom's Road, og CD’en opnåede en 5. plads på Billboards liste over de 200 mest solgte albums med et salg på 56,000 eksemplarer den første uge efter udgivelsen. Den 15. juli 2008 udkom det næste album Life, Death, Love and Freedom', som opnåede et salg på samme niveau som forgængeren og en plads på Rolling Stones liste over 2008’s bedste albums.
Mellencamp optrådte som gæst ved Billy Joels koncert på Shea Stadium i New York den 16. Juli 2008. Han sang "Pink Houses" foran et publikum på 60,000 mennesker. Den 3. september 2008 frigav Mellencamp på sit website en akustisk cover af Bob Dylans "The Times They Are a-Changin'" for at markere, at det amerikanske præsidentvalg i USA samme år ville føre til forandringer i amerikansk politik.
Mellencamp var på turné i Australien og New Zealand med Sheryl Crow som opvarmning fra 15. november til 7. december 2008. I de sidste 7 shows optrådte de sammen i et enkelt nummer, "My Sweet Love".
Den 3. maj 2009 deltog Mellencamp i en koncert, som blev afholdt i Madison Square Garden i New York i anledning af Pete Seegers 90- års fødselsdag. Overskuddet gik til en fond, oprettet af Seeger med det formål at bevare og beskytte Hudsonfloden.
Mellencamp udgav den 23. juni 2009 sit første officielle live album med titlen Life, Death, Live and Freedom. Kort efter indledte han en turné med Bob Dylan og Willie Nelson. Samtidig indspillede han et nyt album, No Better Than This, som var optaget i mono på historiske lokaliteter. Det udkom den 17. august 2010 og nåede 10. Pladsen på Billboard 200 som det 10. top 10 album i Mellencamps karriere. No Better Than This er den første monoindspilning, der har nået top 10 siden James Brown's Pure Dynamite! Live At The Royal i april 1964.
Udgivelsen fik fine omtaler, i Danmark bl.a. i Gaffa Det blev inkluderet på Rolling Stones liste over“ Best Albums of 2010”. 
På den efterfølgende turné besøgte Mellencamp Europa for første gang siden 1991. Den europæiske afdeling startede i Store Vega i København den 24. juni 2011. Forud for den 2 timer og 10 minutter lange koncert vistes dokumentarfilmen "It's About You" om tilblivelsen af No Better Than This, krydret med klip fra 2010 – turneen i USA. Mellencamp var ved den efterfølgende optræden ledsaget af Michael Wanchic (guitar), Andy York (guitar), Miriam Sturm (violin), John Gunnell (bas), Dane Clark (trommer/percussion) og Troye Kinnett (keyboards). Anmeldelserne af koncerten var generelt meget positive og fremhævede især det tætte sammenspil mellem Mellencamp og hans Band
Den 23. september 2014 udsendte John Mellencamp et nyt album, Plain Spoken, som fulgtes op af en turne, der besøgte en række nordamerikanske byer fra januar 2015.  I alt 120 optrædener, som startede 21. januar 2015 i South Bend, Indiana og sluttede 4.november 2016 i Grand Forks, North Dakota. I december 2015 startede Mellencamp optagelserne på et album med duetter med Carlene Carter, som også havde deltaget i hans shows med Plain Spoken, hvor hun sang duet på to sange. Albummet med Carter bærer titlen Sad Clowns and Hillbillies, og det blev udgivet i februar 2017.
På albummet Strictly a One-Eyed Jack, udgivet i 2022 synger Mellencamp duet med Bruce Springsteen på tre af numrene. Det er første gang, at de to rivaler til positionen som USA's førende "mainstream-rocker" har udgivet materiale sammen.

## Bands

### Nuværende medlemmer
- Mike Wanchic – guitars, backing vocals (1976–nu)
- Andy York – guitars, backing vocals (1994–nu)
- Miriam Sturm – violin (1996–nu)
- Dane Clark – trommer, backing vocals (1996–nu)
- John Gunnell – bas (1999–nu)
- Troye Kinnett – keyboards, accordion, backing vocals (2006–nu)

### Tidligere medlemmer
- Larry Crane – guitars, backing vocals (1976–1991)
- Robert "Ferd" Frank – bass, backing vocals (1977–1981)
- Tom Knowles – drums, backing vocals (1977–1979)
- Eric Rosser – piano, keyboards (1979–1981)
- Kenny Aronoff – drums (1980–1996)
- Kenneth Lax backing vocals (1979-1982)
- Pat Peterson – backing vocals (1981–2006)
- Toby Myers – bass, backing vocals (1982–1999)
- Lisa Germano – violin (1985–1994)
- Crystal Taliefero – backing vocals (1985–1989)
- John Casella – keyboards, accordion (1984–1992)
- David Grissom – guitars (1989, 1991–1993)
- Michael Ramos – keyboards, accordion (2002–2005)
- Moe Z M.D. – keyboards, organ, backing vocals (1996–2002)

## Filmkarriere
Mellencamp har medvirket i fire film, Falling from Grace (som han også instruerede) (1992), Madison (2001), After Image (2001), og Lone Star State of Mind (2002)
Anmelderen Roger Ebert betegnede Falling from Grace som en af 1992’s bedste film.

## Politiske aktiviteter
Mellencamps politiske engagement har ikke kun været koncentreret om Farm Aid. Han har ofte engageret sig i politiske spørgsmål og var en af Ronald Reagans stærkeste kritikere i amerikansk rockmusik. Dette resulterede i flere sange om den omstridte præsident, bl.a. den ironiske "Country Gentleman", med omkvædet: "He ain't-a gonna help no poor man/He ain't-a gonna help no children/He aint-a gonna help no women/He's just gonna help his rich friends" 
I 2003 var Mellencamp blandt de første amerikanske entertainere, der protesterede mod deltagelsen i Irakkrigen med sangen "To Washington". En af reaktionerne på denne sang, da den blev spillet i radioen, var: “I don't know who I hate the most, John Mellencamp or Osama bin Laden.'" 
I et åbent brev til USA skrev Mellencamp:
" George W. Bush har løjet for os, har været ude af stand til at sikre vores grænser, har ført os i krig under falske forudsætninger, bragt liv i fare og skabt økonomisk kaos. Hvordan kan det være, at han ikke er blevet afsat?"
Ifølge et telegram fra Associated Press den 8. februar 2008 krævede Mellencamp, at kampagnen for John McCain skulle ophøre med at bruge hans sange "Our Country" og "Pink Houses", i valgkampen med det argument, at det er besynderligt, at en konservativ kandidat benytter en arbejderklassesang i sin kampagne.
Mellencamp optrådte med "Small Town" ved Barack Obamas fest efter sejren i demokraternes primærvalg i Pennsylvania i februar 2008, men også "Our Country" ved en fest for Hillary Clinton i Indianapolis, Indiana den 3. maj 2008, selv om han aldrig officielt støttede nogen af dem. Ingen af dem var ifølge hans opfattelse “tilstrækkeligt venstreorienterede”  Han var dog sammen med U2 med til at hylde Obama ved "We are the one"-showet den 18. januar 2009 to dage før dennes indsættelse som amerikansk præsident.

## Æresbevisninger
Blandt en række æresbevisninger er Mellencamps fornemste optagelsen i Rock and Roll Hall of Fame' i 2008.

## Diskografi
Følgende er et udvalg af Mellencamps udgivelser:
- Chestnut Street Incident, MCA, 1976.
- A Biography, Riva, 1978.
- John Cougar, Riva, 1979.
- Nothin' Matters and What if It Did?, Riva, 1980.
- American Fool, Riva, 1982.
- Uh-Huh, Riva, 1982.
- Scarecrow, Mercury, 1985.
- The Lonesome Jubilee, Mercury, 1987.
- Big Daddy, Mercury, 1989.
- Whenever We Wanted, Mercury, 1991.
- Human Wheels, Mercury, 1993.
- Dance Naked, Mercury, 1994.
- Mr. Happy Go Lucky, Mercury, 1996.
- The Best That I Could Do 1978-1988, Mercury, 1997.
- John Mellencamp, Columbia, 1998.
- Rough Harvest, Mercury, 1999.
- Cuttin' Heads, Sony, 2001.
- Trouble No More, ACK, 2003.
- Freedom's Road, Universal, 2007.
- 20th Century Masters: Millennium Collection, Island, 2007.
- Life, Death, Love and Freedom, Hear Music, 2009
- Life, Death, Love and Freedom, Hear Music, 2009. (LIVE-CD)
- No Better Than This, Hear Music, 2010
- Plain Spoken](2014)
- Sad Clowns & Hillbillies (2017)
- Other People's Stuff (2018)
- Strictly a One-Eyed Jack (2022)

## Eksterne links
- Mellencamp.com Official Website
- 2007 Vanity Fair Feature
- "Answers.com" om Mellencamp

- Wikimedia Commons har flere filer relateret til John Mellencamp